# Nová Rudná
Nová Rudná (do 1947 Nový Vogelzejf, německy Neu Vogelseifen, 1869 Neu-Vogelseifen, 1900–1910 Neuvogelseifen) je malá vesnice, západní část obce Rudná pod Pradědem v okrese Bruntál. Nachází se asi 1,5 km na západ od Staré Rudné.
Nová Rudná je také název katastrálního území o rozloze 5,82 km2.

## Název
Od založení do 20. století nesla vesnice německé jméno Vogelseif(en) převzaté od Staré Rudné, od níž byla odlišena přívlastkem Neu (od 19. století česky Nový). V roce 1947 byla přejmenována stejně jako Stará Rudná.

## Historie
První písemná zmínka o vsi pochází z roku 1598.

## Vývoj počtu obyvatel
Počet obyvatel Nové Rudné podle sčítání nebo jiných úředních záznamů:
| Rok            | 1869 | 1880 | 1890 | 1900 | 1910 | 1921 | 1930 | 1950 | 1961 | 1970 | 1980 | 1991 | 2001 |
| -------------- | ---- | ---- | ---- | ---- | ---- | ---- | ---- | ---- | ---- | ---- | ---- | ---- | ---- |
| Počet obyvatel | 366  | 355  | 314  | 314  | 320  | 302  | 289  | 112  | 51   | 47   | 34   | 25   | 17   |

1. ↑  z toho: 13 Čechoslováků, 274 Němců; 282 řím. kat., 1 evang.

V Nové Rudné je evidováno 46 adres: 23 čísel popisných (trvalé objekty) a 23 čísel evidenčních (dočasné či rekreační objekty). Při sčítání lidu roku 2001 zde bylo napočteno 18 domů, z toho 5 trvale obydlených.

## Pamětihodnosti
- socha sv. Jana Nepomuckého
- přírodní památka Morgenland

## Galerie

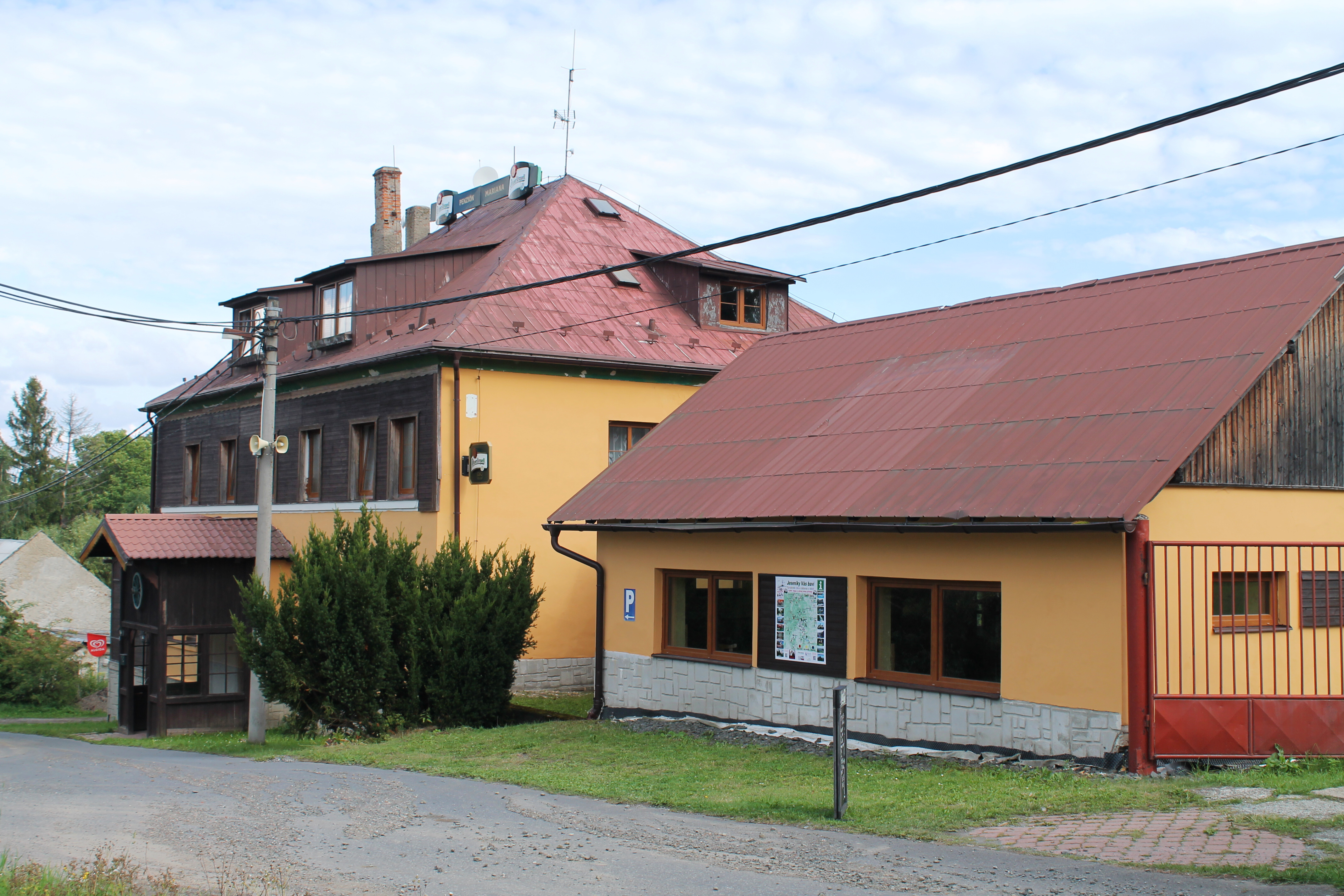
Penzion v Nové Rudné
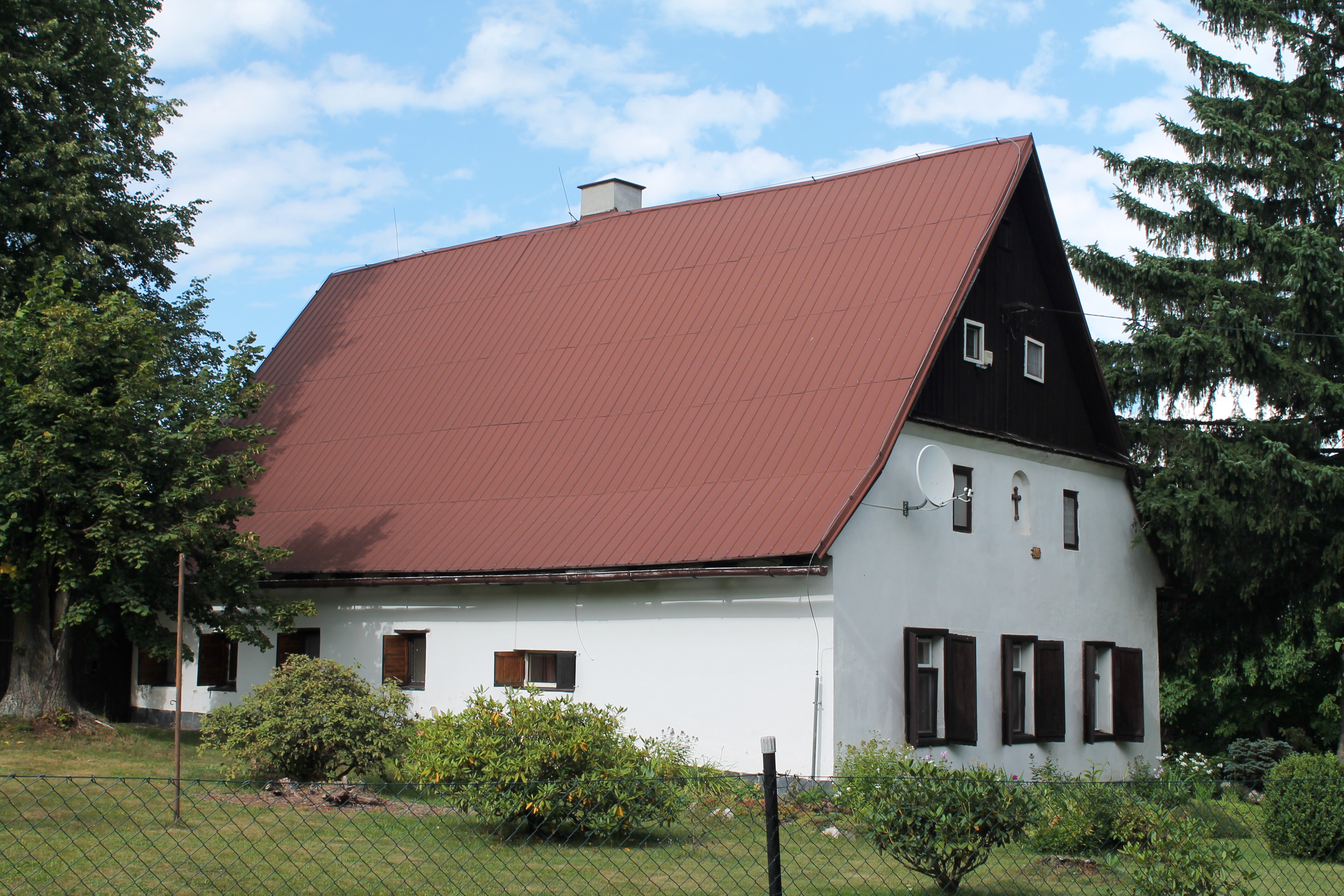
Dům čp. 10
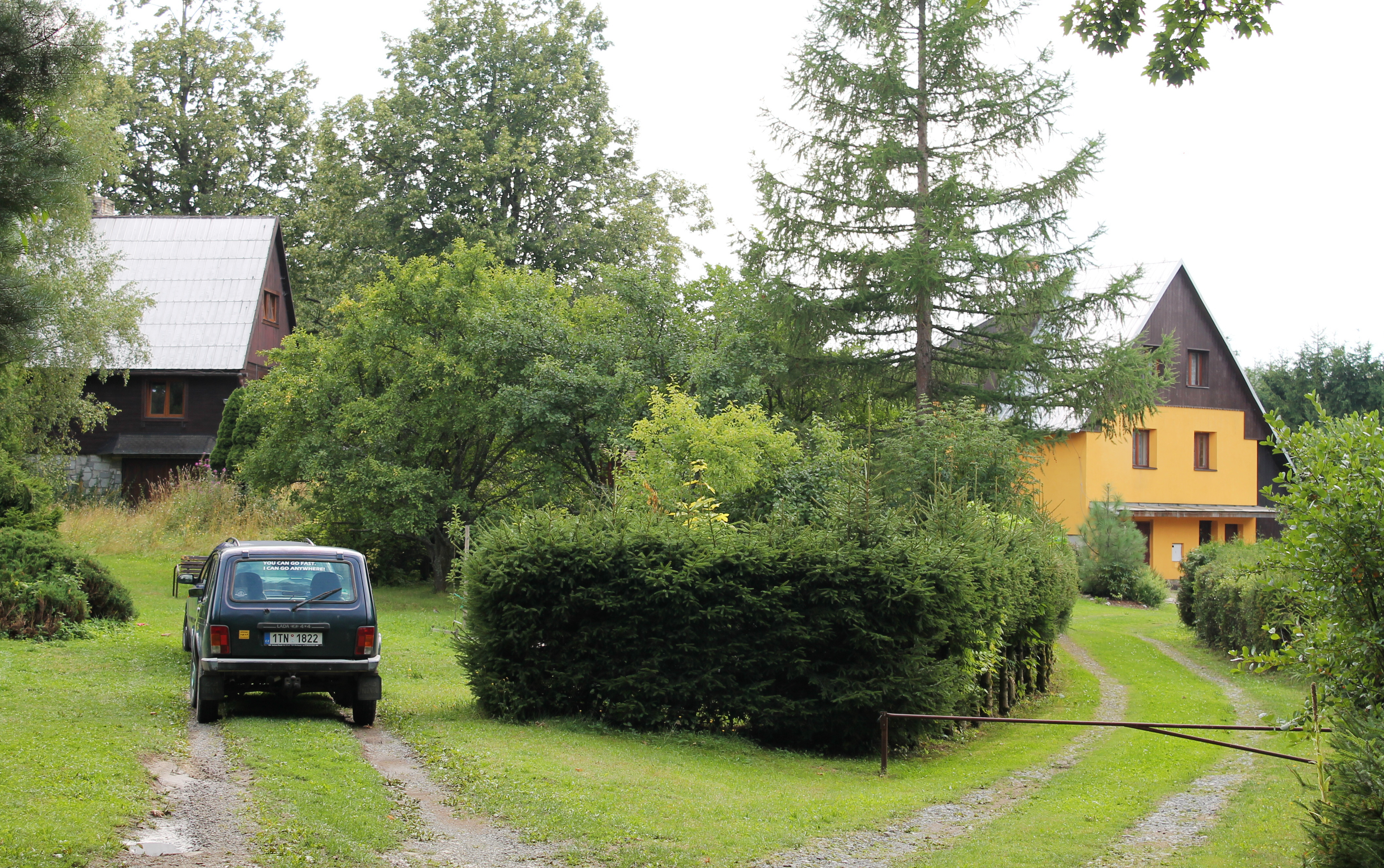
Roztroušená rekreační zástavba
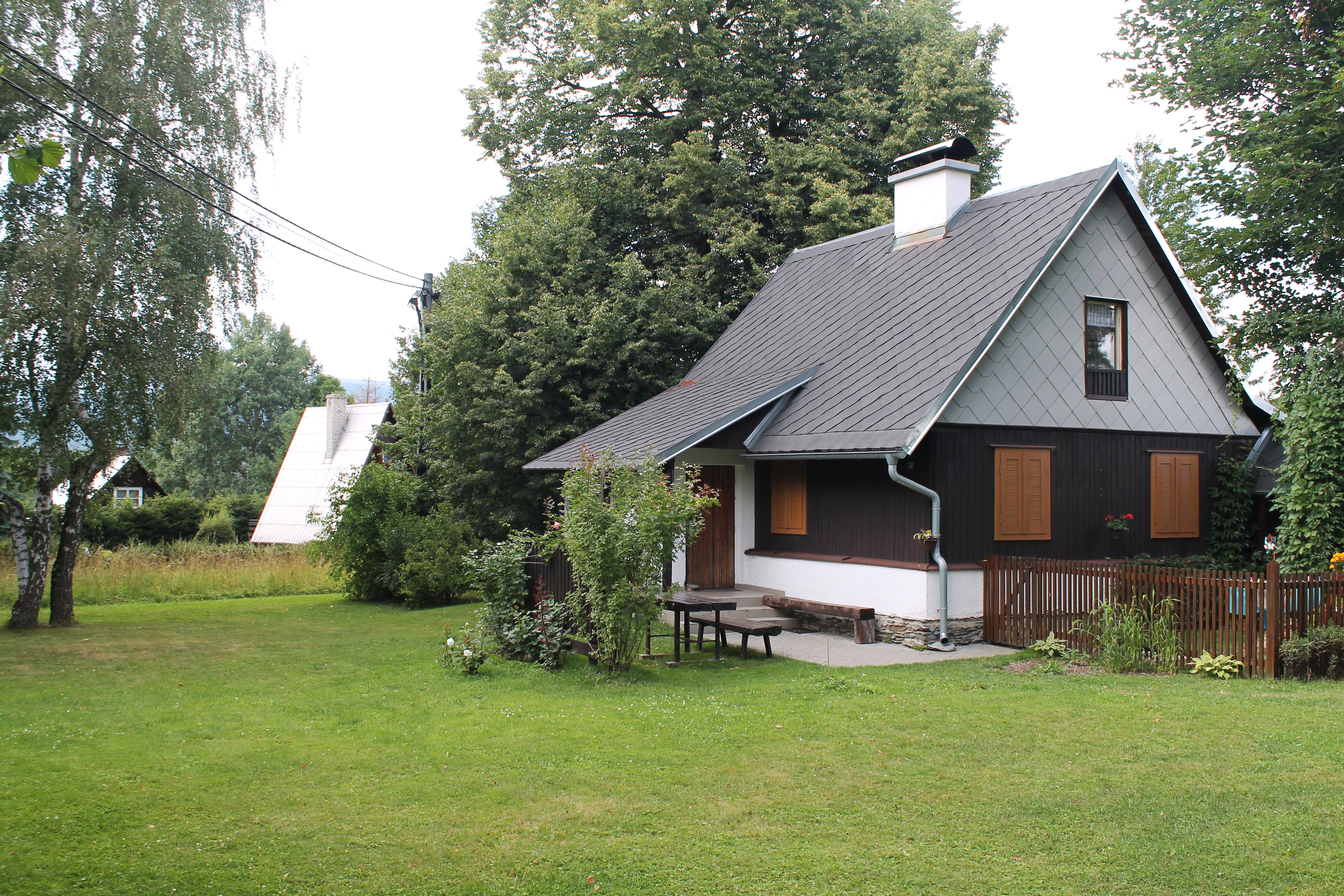
Rekreační objekty v Nové Rudné
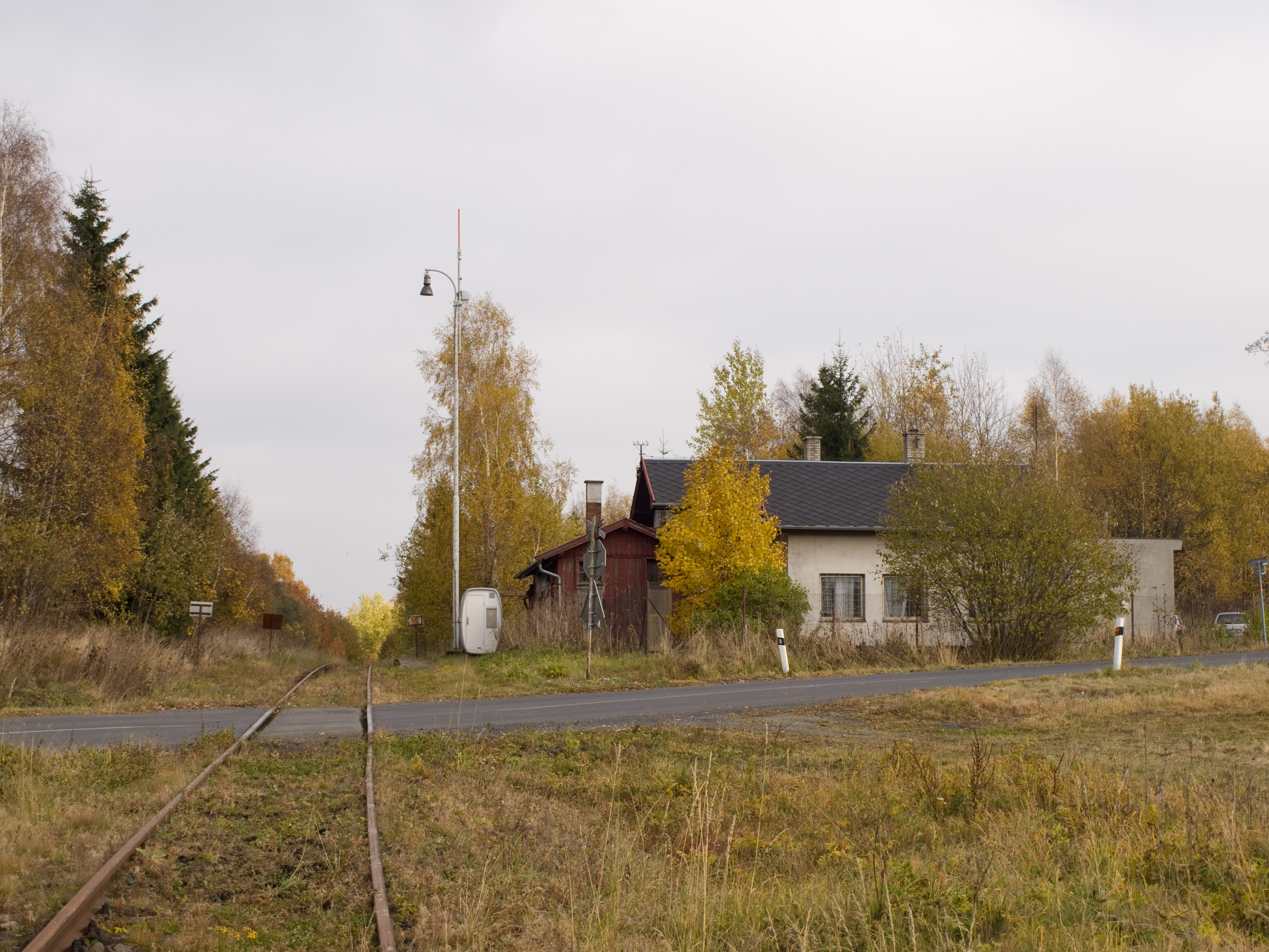
Železniční zastávka Rudná pod Pradědem poblíž Nové Rudné
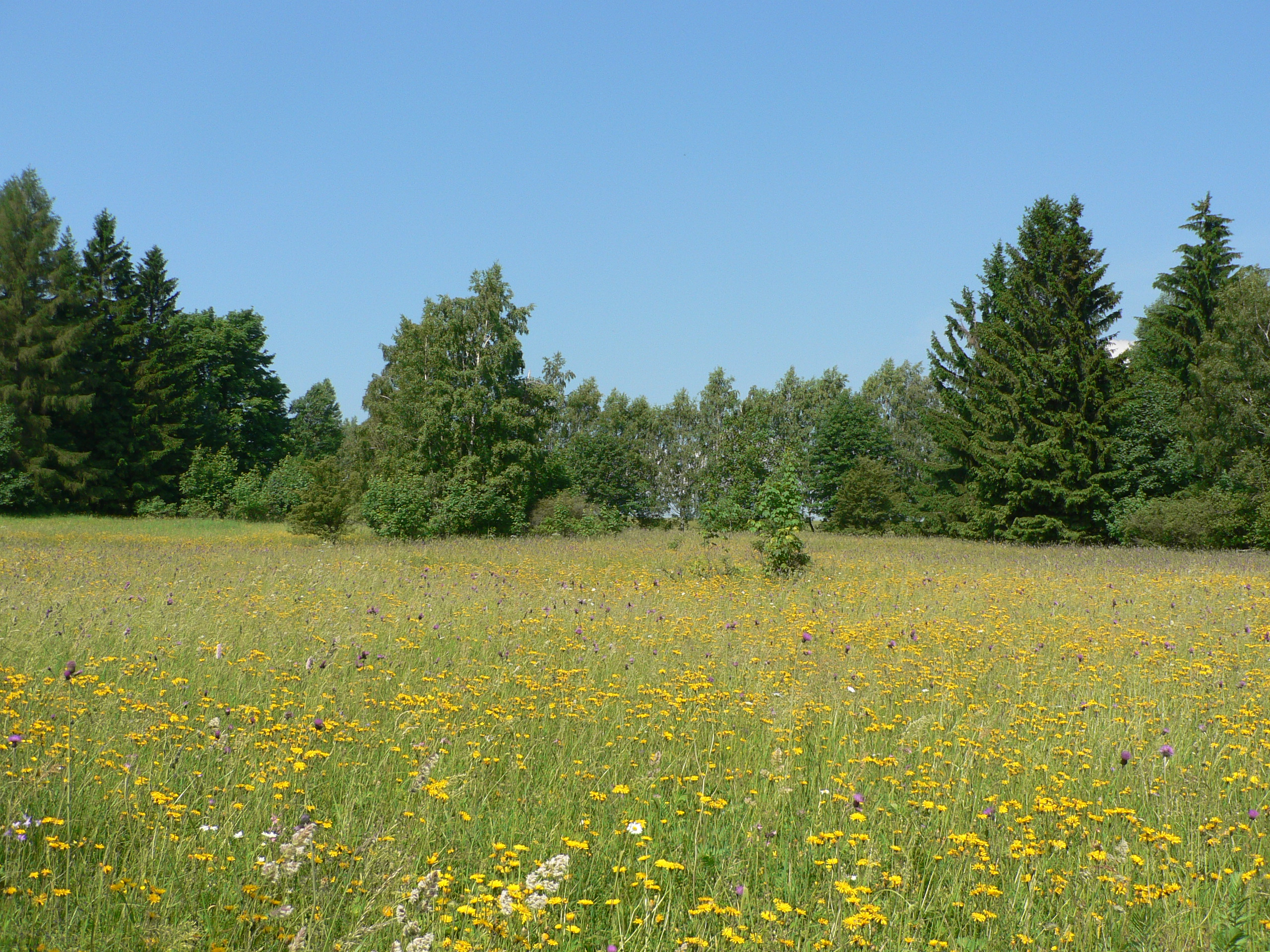
Přírodní památka Morgenland